# Рот Фронт (приветствие)

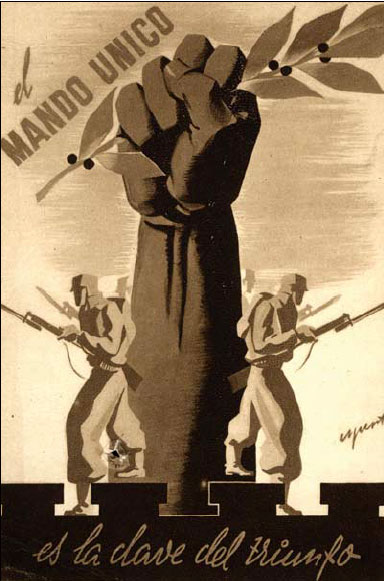
Жест на плакате Совета обороны Мадрида, 1937

Рот Фронт (нем. Rotfront, от Rote Front — «красный фронт») — интернациональное приветствие, жест, поднятая в полусгибе (или почти распрямлённая) рука (обычно правая) с повёрнутым от себя сжатым кулаком.

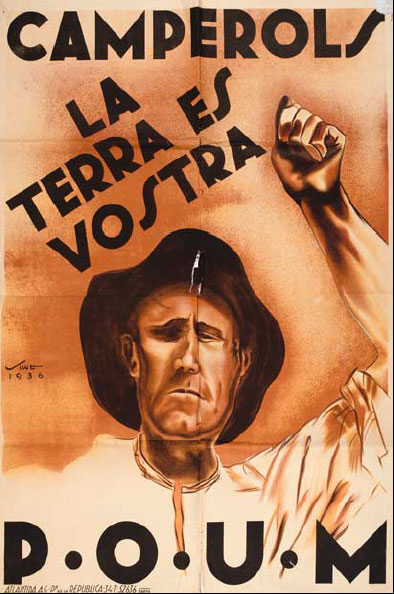
Жест на плакате партии ПОУМ, 1936 (левая рука)

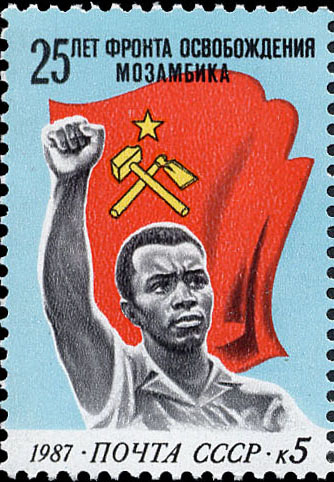
Жест партии ФРЕЛИМО, Мозамбик, изображённый на советской марке в честь 25-летия основания партии

## История
Применялся в Германии с конца XIX века как рабочее приветствие. После Первой мировой войны жест символизировал принадлежность или солидарность с немецким «Рот Фронтом», созданным в начале 1920-х годов в Германии. Его члены приветствовали друг друга, резко выбрасывая правую руку со сжатым кулаком вверх. Значок организации представлял собой сжатый кулак.
В нацистской Германии с приходом в 1933 году Гитлера к власти, приветствием пользоваться стало крайне опасно. Лидер немецких коммунистов Эрнст Тельман писал:

В январе 1934 года четыре гестаповских чиновника в автомобиле доставили меня из Моабита в центральное гестапо (Берлин, Принц-Альбрехтштрассе). Прямо из машины меня провели в комнату, находившуюся на четвёртом этаже. Там меня встретили восемь гестаповских чиновников среднего и высшего ранга, которые издевательски подняли кулаки на манер приветствия „Рот Фронт!“.

Самую широкую известность приветствие получило во всём мире как символ борьбы с фашизмом в 1930-х годах, особенно во время гражданской войны в Испании.
Жест символизировал единство пролетариата всех стран и готовность до конца бороться за победу Интернационала.
Приветствие было также весьма распространено в СССР среди комсомольцев, коммунистов и молодёжи вообще с конца 1920-х годов до окончания гражданской войны в Испании (1939 год); также применялся во время Великой Отечественной войны (в частности, так приветствовали вступление РККА болгары в сентябре 1944 года и узники нацистских концлагерей).

Скульптура «Рот Фронт» в Саласпилсском лагере смерти

После войны жест стал неформальным символом многих организаций узников немецких концлагерей. В Народной Социалистической Республике Албании он применялся не только как партийное приветствие, но также был обязательным в вооружённых силах НСРА и в пионерской организации.
В настоящее время жест обрёл популярность среди леворадикалов.
Графический символ сжатого кулака, уже использовавшийся в 1917 году американским революционно-синдикалистским профсоюзом «Индустриальные рабочие мира», был популяризован после Второй мировой войны мексиканской Мастерской народной графики и взят на вооружение многими политическими движениями, первоначально преимущественно радикальными левыми (так, сжатый кулак является логотипом посттроцкистской Международной социалистической тенденции и был чрезвычайно распространён в визуальной агитации «новых левых» 1960-х, включая протесты «Красного мая» во Франции или «Студенческий координационный комитет ненасильственных действий», «Студентов за демократическое общество» и афроамериканских сторонников Black Power в США), но затем распространился и среди других течений. Широкую известность получил случай на летних Олимпийских играх 1968 года в Мехико, когда призёры-афроамериканские легкоатлеты Томми Смит и Джон Карлос во время церемонии награждения и исполнения гимна США подняли сжатые кулаки в знак протеста против расизма в США.